# إد هانيغان
إد هانيغان (بالإنجليزية: Ed Hannigan)‏ هو فنان وكاتب أمريكي، ولد في 6 أغسطس 1951.

## وصلات خارجية
- الموقع الرسمي